# صفية الأمين
صفيه محمد الامين من أوائل المخرجات في الوطن العربي عام 1964.

## الميلاد
صفيه الامين من مواليد امدرمان حي البسته ولدت في عام 1947.

## السيرة الذاتيه
صفية الامين من مواليد امدرمان حي البستة  ولدت في عام 1947  من كليه الفنون الجميله، ونالت دبلوم فنون تلفزيونيه تخصص الحين بلوم أفلام الكرتون من المانيا الاتحاديه. صفيه الامين متزوجه ولها من الأبناء بنتين و  ولدين، ايمان خريجه اقتصاد جامعة الخرطوم واحمد خريج اقتصاد الهند واشواق خريجة لغه انجليزيه وخالد مهندس طيران. ومتزوجه من محمد حسين بابكر  من الجريف غرب تقيم صفيه مع اسرتها، التحقت صفيه الامين أو (ماما صفيه) كأول مخرجه تلفزيونيه سودانيه وأول مقدمه برامج التلفزيون السوداني وصاحبه دخولها التلفزيون ادخال برنامج الأطفال لنا برامج التلفزيون، وبجانب ذلك فقد كانت تعمل كصحفية متعاونه بجريدة الاضواء. تقول ماما صفيه بان سفرها لالمانيا لم يكن بغرض الدراسة للإخراج التلفزيوني اساسا وذلك لعدم ظهور التلفزيون للسودان.
ولكن سفرها كان من اجل دراسه فنون السينما وفي المانيا التقت صفيه الامين  وزوجها السيد سفير السودان الذي إقترح عليهم دراسه فنون التلفزيون، نسبه إنشاء  تلفزيون سوداني بالتعاقد مع ألمانيا.  ومن  هنا  بدات الفكرة واجهه صفيه الامين بعض المصاعب في بدايه  حياتها العمل كمخرجة  فكان  الأمر غريبا في ذلك الوقت ان تصدر اوامر لزملائها الرجال ولكن بمرور الوقت زالت هذه المشكله  تواجه مشكله أخرى في بدايه اشرافها في برنامج الأطفال وهي ان الاسر كان ترفض اشراك اطفالهم في البرامج لاعتقادهم ان التلفزيون سوف يصرفهم عن مدارسهم ودراستهم  لذلك استعانه في البداية باطفال اسرتها وبعد النجاح الكبير الذي حققه برنامج حقوق الأطفال المشتركين في دراستهم زالت المشكله، وترى صفيه الامين نجاحيها  في تقديم البرامج يعود لإلمامها  باحتياجات الطفل في مثل هذه البرامج وكيفيه التعامل معه، بالاضافه إلى ان البرنامج البرنامج كان مواكبا للاحداث المحلية والعالميه بجانب عن البرنامج خلق اسره مترابطه كان لكل فرد منها الحق في ابداء الراي أو الاعتراض.
الاستاذه صفيه محمد الامين هي أول مخرجه في العالم العربي والافريقي عاملت التلفزيون القومي منذ عام 1964 واخرجت العديد من البرامج المختلفه حتى مدير لقسم البرامج التعليميه للاطفال  حيث  ارتبط  اسمها أطفال  ببرامج الأطفال الذين إيرتبط بها من خلال برنامج (جنه الأطفال).

### لماذا إتجهت  لبرامج الأطفال بصوره خاصه
أثناء  درسلتها للإخراج في المانيا لاحظت الاهتمام الكبير ببرامج الأطفال من قبل التلفزيون الألماني الذي يوفر لها 50 % من ميزانيته فسألت المخرج الذي يقوم بتدريسها وقال لها (هؤلاء هم مستقبل ألمانيا) وطلبت ان تدرس برامج الأطفال فاشترطوا عليها ان تدرس علم نفس الأطفال وتم تحويلها بعد ذالك ونالت عدد من الكورسات في كيفية إدارة برامج الأطفال المتعاونين فيه والديكور  والموسيقى الخاصة بهم، وعند عودتها اليالسودان عملت بالتلفزيون القومي ولاحظت وقتها الغياب التام لبرامج الأطفال فقدمت اقتراحا هي وزوجوها لمدير التلفزيون وقتها الاستاذ على شمو فوافق عليه وتم تكوين لجنه لاجازه المواد، ووضعت البرامج الأولى لذلك وانطلق برنامج جنه الأطفال، حيث قدم برنامج جنة الأطفال  كثيرا من المبدعين امثال الفنان السوداني محمود عبد العزيز والصحفيه عفاف حسن امين.

## تخصصها في الحيل السينمائية
صفيه الامين أو ماما صفيه هي أول مخرجه سودانية وأول مقدمه برامج بالتلفزيون السوداني وصاحب دخولها التليفزيون ادخال برامج الأطفال  ضمن برامج التلفزيون، الاستاذه صفيه الامين تسكن في الجريف غرب وفي بعض الاحياء تسافر لابنها أحمد المقيم بمدينه الشارقه بالامارات،  وصفيه الامين و  زوجها من الذين قاموا بتاسيس تلفزيون ابو ظبي في السبعينيات وهي ابنه اخت وزير الخارجيه الاسبق الراحل مبارك زروق وهي أيضا عضو في الهيئة البرلمانيه للحزب اتحادي الديمقراطي.

## روابط خارجية
- صفية الأمين مقدمة برنامج الأطفال في السبعينيات.
- تكريم ماما صفية في معرض الكتاب بالخرطوم.